# Chapelle Santa Anna dels Quatre Termes
La chapelle Santa Anna dels Quatre Termes est une chapelle en ruines et un ancien ermitage situé à  La Bastide (Pyrénées-Orientales), en France.

## Situation
La chapelle Santa Anna dels Quatre Termes est située dans la région naturelle des Aspres, à l'Est des Pyrénées, près des limites entre les communes de  La Bastide, de Boule-d'Amont, Glorianes et Baillestavy. Près du sommet également nommé Santa Anna dels Quatre Termes. L'endroit est très isolé.

## Toponymie
La chapelle est dédiée à sainte Anne. Les quatre termes (« bornes », en catalan) font référence aux quatre villages dont les limites se rejoignent à proximité.
Son nom est parfois écrit Santa Anna dels Quatre Termens, ou francisé en Sainte-Anne-des-Quatre-Termes.

## Historique
Le lieu est mentionné pour la première fois dans un texte de 1568 sous la forme la Solana de sancta Anna. La chapelle actuelle est construite en 1699. Des ermites y sont mentionnés de 1743 à 1803. Dès 1830, elle est décrite comme étant en ruines.